# 브리튼 제도

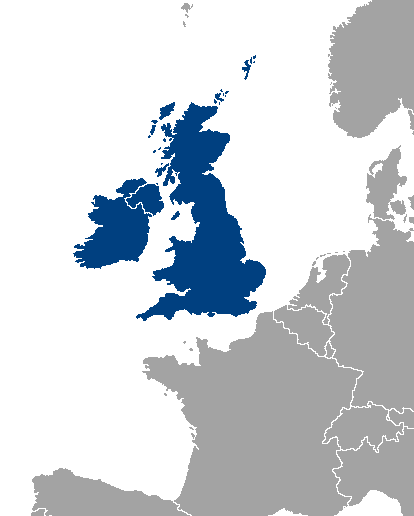
브리튼 제도의 위치

브리튼 제도 또는 영국 제도(British Isles)는 유럽의 서쪽에 자리잡은 그레이트브리튼섬과 아일랜드섬을 비롯한 주위의 여러 작은 섬으로 이루어진 제도이다.
정치적으로는 브리튼 제도의 전지역이 1922년까지는 그레이트브리튼 아일랜드 연합왕국이라는 단일 국가에 속해 있었으나, 1922년 아일랜드 자유국의 독립으로 현재는 영국과 아일랜드로 이루어져 있다. 브리튼 제도는 6천개 이상의 섬을 포함하며, 전체 면적은 315,134 km2이다.

## 주요 섬
- 그레이트브리튼섬
- 아일랜드섬
- 맨섬
- 채널 제도 (지리적으로는 유럽 대륙 연안의 섬이다.)

## 이름
섬의 이름은 로마 시대의 브리타니아에서 왔다. 1922년 아일랜드가 영국에서 독립하면서 브리튼 제도라는 이름에 대한 이견이 많다. 이 이름이 영국(특히 잉글랜드)의 소유를 의미하므로 받아들일 수 없다는 것이다. 실제로 아일랜드의 공문서와 교과서에서는 브리튼 제도(British Isles)라는 단어가 쓰이지 않는다. 또한 영국의 공문서에서도 아일랜드인, 스코틀랜드인, 웨일스인 등을 자극하지 않고, 또한 지정학적 관계를 개선하기 위해서 점차 쓰이지 않고 있다.
여러 이름이 대안으로 제시되었지만, 아직 널리 쓰이는 것은 없다. 페르시아만을 그냥 "걸프(Gulf)"라고 하듯, 브리튼 제도를 가리킬 때는 단순히 "제도(the Isles)"라고만 부르기도 한다. 두 개의 큰 섬만을 부를 때는 "그레이트브리튼 아일랜드 제도"라고 하기도 한다. 북아일랜드 평화 협정에서는 "북대서양 제도"라는 이름을 사용했으나, 이 이름은 아이슬란드, 그린란드, 아소르스 제도 등을 포함한다고 혼동될 여지가 있다. "앵글로켈트 제도"라는 이름이 제안되기도 했다.

## 역사
브리튼 제도는 잉글랜드, 웨일스, 스코틀랜드, 아일랜드(아일랜드와 북아일랜드)로 구분되며 이들은 오랫동안 독립된 국가였다. 현재는 영국과 아일랜드 두 나라가 있다.